# Karlsdorf (Thuringe)
Karlsdorf (autrefois Carlsdorf) est une commune allemande de l'arrondissement de Saale-Holzland, Land de Thuringe.

## Géographie
Karlsdorf se situe dans les plaines gréseuses de Saale-Elster.
|           | Weißbach  |             |
| Bremsnitz | Karlsdorf | Renthendorf |
|           | Triptis   |             |

## Histoire
Karlsdorf est mentionné pour la première fois en 1300.

## Source de la traduction
- (de) Cet article est partiellement ou en totalité issu de l’article de Wikipédia en allemand intitulé « Karlsdorf (Thüringen) » (voir la liste des auteurs).